# Paulushof
Paulushof ist ein Ortsteil der Gemeinde Hellenthal im Kreis Euskirchen, Nordrhein-Westfalen.
Der Ortsteil liegt südöstlich von Hellenthal im östlichsten Gemeindegebiet. Durch den Ort verläuft die Kreisstraße 76. Umgeben wird das Dorf vom Steinfelderberg, dem Hauberg, dem Heidberg und der Binzheck. Ungefähr 2 km östlich lag einst das Bergwerk Silberberg.
Paulushof gehörte ursprünglich zur Gemeinde Wahlen. Am 1. Juli 1969 wurde Wahlen nach Kall eingemeindet. Am 1. Januar 1972 wurde Paulushof mit weiteren Ortschaften, die früher der Gemeinde Wahlen angehört haben, nach Hellenthal umgegliedert.
Die VRS-Buslinie 837 der RVK stellt die Anbindung an die Nachbarorte und an Hellenthal sicher, überwiegend als TaxiBusPlus nach Bedarf.
| Linie | Verlauf |
| ----- | --- |
| 837   | MiKE (außer im Schülerverkehr): Hellenthal Busbf – Blumenthal – Dommersbach – Kammerwald – Reifferscheid – (Zingscheid –) Wiesen – Manscheid – (Bungenberg –) Winten – (Heiden –) Unterschömbach – Oberschömbach – Kreuzberg – Hecken (– Paulushof) |